# Monotongação
A monotongação ou monoftongação é uma mudança fonética em que um ditongo ou um tritongo é simplificado para um monotongo. Esse processo, fortemente presente no português brasileiro e no sul de Portugal, faz com que ⟨dinheiro⟩ passe a ser pronunciado como /di.ˈɲe.ru/, e ⟨roupa⟩, como /ˈʁo.pɐ/.